# قشلاق بيغ علي الوسط (مقاطعة بيله سوار)
قشلاق بیغ علي الوسط (بالفارسية: قشلاق بیگ‌علی وسطی) هي منطقة سكنية تقع في إيران في أردبيل. يقدر عدد سكانها بـ 42 نسمة .